# Черкасские Дворики
Черка́сские Дво́рики — деревня в Елецком районе Липецкой области России. Входит в состав Сокольского сельсовета.

## Название
Ойконим связан с названием села Черкассы

## География
Расположены недалеко от ост. п. 212 км на железнодорожной линии Елец — Липецк, восточнее деревни Малая Суворовка.

## История
Основаны переселенцами из села Черкассы (отсюда название).
В июле 1984 года переведена из Большеизвальского сельсовета того же района в состав Сокольского сельсовета.

## Население
| 2010 |
| ---- |
| 92   |

## Инфраструктура
В деревне функционирует 1 магазин. Почту доставляет почтальон ОПС Соколье, 3 раза в неделю.

## Транспорт
Автобусного сообщения с ближайшими населенными пунктами нет.